# 경주 최부자댁
경주 최부자댁은 경상북도 경주시 교동에 있는 조선시대의 가옥이다. 1971년 5월 27일 대한민국의 국가민속문화재 제27호로 지정되었다.

## 개요
경주 최씨의 종가로 신라시대 '요석궁'이 있던 자리라고 전하는 곳에 위치하고 있다. 9대째 대대로 살고 있으며 1700년경 이 가옥을 지었다고 하지만 확실한 시기는 알 수 없다.
건물 구성은 사랑채·안채·대문채 등으로 이루어져 있는데 그 중 대문채에는 작은 방과 큰 곳간을 마련하였다. 사랑채는 안마당 맞은편에 있었으나 별당과 함께 1970년 11월 화재로 지금은 터만 남아있다.
사랑채터 뒷쪽에 있는 안채는 트인 'ㅁ'자형이나 실제로는 몸채가 'ㄷ'자형 평면을 가지고 있고 'ㄱ'자형 사랑채와 '一'자형 중문채가 어울려 있었다. 또한 안채의 서북쪽으로 별도로 마련한 가묘(家廟)가 있는데 남쪽으로 난 반듯한 길이 인상적이다. 안채 뒷편으로 꽃밭이 있어 집 구성에 아름다움을 더하고 있으며, 조선시대 양반집의 원형을 대체로 잘 보존하고 있어 중요한 자료로 평가받고 있다.

## 명칭 변경
지정 당시 명칭은 경주최식씨가옥(慶州崔植氏家屋)이었으나, 경주 최씨가문이 대대로 살아왔던 집이고, 경주의 이름난 부호로 '교동 최부자 집'으로 널리 알려져 있어 '경주 교동 최씨 고택'(慶州 校洞 崔氏 古宅)으로 명칭을 변경(2007.1.29) 하였다. 2017년 2월 28일 경주의 이름난 부호로서 최부자댁(崔富者宅)으로 널리 알려져 있어 '경주 최부자댁'으로 문화재 지정명칭이 변경되었다.

## 참고 자료
- 경주 최부자댁 - 국가유산청 국가유산포털